# Anastasia Robinson

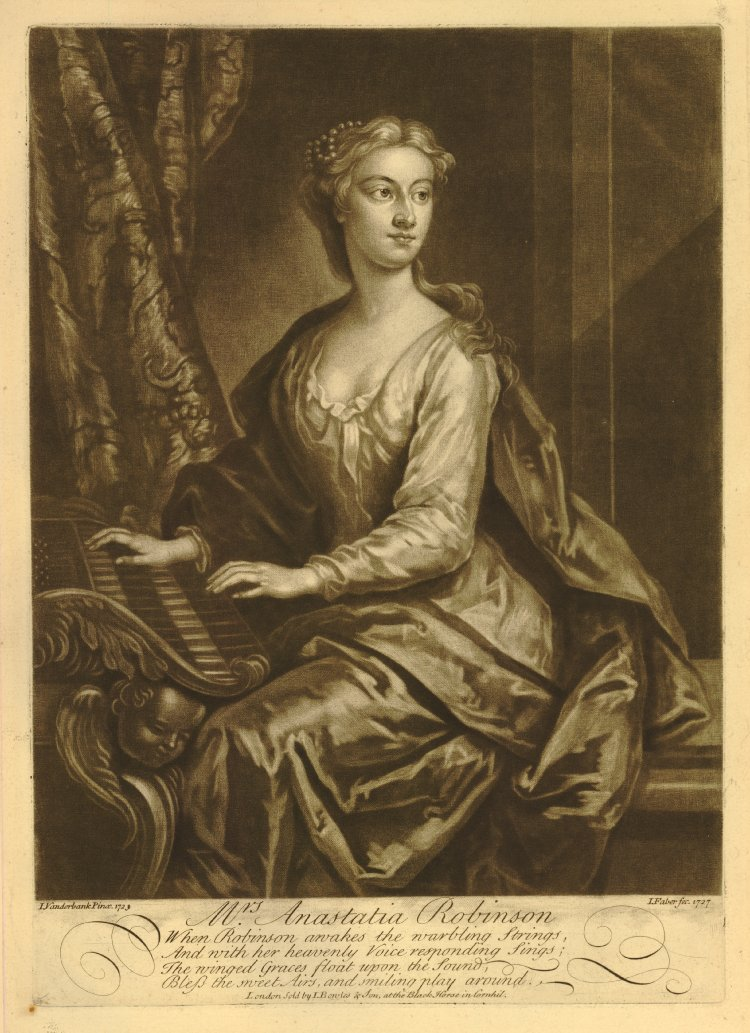
Anastasia Robinson am Cembalo (Mezzotinto von John Faber the Younger nach einem Gemälde von John Vanderbank von 1723)

Anastasia Robinson (auch Anastasia Mordaunt; * um 1695; † April 1755 in Bath) war eine englische Opernsängerin, die vor allem für ihre Zusammenarbeit mit Georg Friedrich Händel im Zeitraum von 1714 bis 1724 bekannt ist. Ihre Stimmlage war anfangs Sopran, später Alt. Durch Heirat stieg sie in den englischen Adel auf und war eine Countess of Peterborough and Monmouth.
Anastasia Robinson sollte nicht verwechselt werden mit der Sopranistin Ann Turner Robinson.

## Leben
Sie war die Tochter des Porträtmalers Thomas Robinson, über ihre Mutter ist nichts bekannt. Anastasia erhielt ihre musikalische und Gesangsausbildung bei William Croft, Pietro Giuseppe Sandoni und Johanna Maria Lindelheim.
Da ihr Vater erblindete und nicht mehr für den Lebensunterhalt der Familie aufkommen konnte, war sie gezwungen eine professionelle Laufbahn als Sängerin anzusteuern. Sie sang zunächst in privaten und öffentlichen Konzerten. Ihre Zusammenarbeit mit Händel begann wahrscheinlich 1714 mit der Geburtstagsode für Queen Anne Eternal Source of Light Divine, wo sie das Sopransolo sang.
Auf der Opernbühne stand Anastasia Robinson zum ersten Mal am 27. Januar 1714 als Climenide in dem Pasticcio Creso Re di Lidia. In den Wiederaufnahmen von Händels Rinaldo der Jahre 1714 und 1717 sang sie die Almirena, und 1715 komponierte er für sie die Partie der Oriana in Amadigi di Gaula. Dabei sang sie neben dem berühmten Kastraten Nicolino. 1716–1717 wirkte sie in Aufführungen von Alessandro Scarlattis Pirro e Demetrio mit.
Die Robinson musste etwa um diese Zeit von der Sopran- in die Altlage wechseln, laut Charles Burney wegen einer Krankheit, aber es wäre auch denkbar, dass die ursprüngliche Einstufung als Sopran einfach zu hoch war. In der Eröffnungssaison der Royal Academie sang sie 1720 die Lidia in der Uraufführung des Numitore von Giovanni Porta, und danach in den Uraufführungen von Händels Radamisto die Zenobia, und in Domenico Scarlattis Narciso die Rolle der Eco. Sie erhielt dafür eine Gage von nachweislich £500 – was  im beginnenden 21. Jahrhundert einer Summe von mehr als £50 000 Pfund (oder ca. $80 000 Dollar) entspricht; dazu kamen normalerweise noch wertvolle Geschenke.
Im Jahr 1721 sang Anastasia Robinson zum ersten Mal neben Margherita Durastanti und dem berühmten Senesino (Francesco Bernardi), in den Uraufführungen von Giovanni Bononcinis L’ odio e l’amore und der Oper Muzio Scevola, einer Gemeinschaftsarbeit von Händel, Bononcini und Filippo Amadei. Im Dezember desselben Jahres ließ Händel sie als Primadonna Elmira in Floridante auftreten.
Ab 1723 gehörte die Robinson zu dem legendären Ensemble mit Francesca Cuzzoni, Senesino, der Durastanti und dem Bass Giuseppe Maria Boschi. In diesem Jahr war sie die erste Matilda in Händels Ottone und die erste Teodata in seinem Flavio. Die vielleicht schönste, bekannteste und auch die letzte Partie, die Händel für sie schuf, ist die trauernde Witwe Cornelia in Giulio Cesare (1724).
In den letzten beiden Jahren ihrer Karriere trat sie außerdem in Bononcinis Opern Farnace (1723) und Calfurnia (1724) auf, sowie in mehreren Werken von Attilio Ariosti (u. a. Il Vespasiano). Danach zog sie sich von der Bühne zurück.
Laut Charles Burney hatte Anastasia Robinson einen guten und sympathischen Charakter, der ihr zusammen mit ihren musikalischen Fähigkeiten „Erfolg sicherte, was auch immer sie unternahm“ (success in whatever she should undertake). Sie war nicht nur befreundet mit dem Komponisten Giovanni Bononcini (beide waren römisch-katholisch) und mit dem Dichter und Satiriker Alexander Pope, sondern verkehrte auch in den Salons der höheren Gesellschaft.
Laut Misses Delany, einer Freundin und Anhängerin von Händel, heiratete die Robinson um 1722 in aller Heimlichkeit Charles Mordaunt, den 3. Earl of Peterborough und 1. Earl of Monmouth. Dieser hielt die unstandesgemäße Ehe bis zu seinem Tode im Jahr 1735 geheim und erwähnte seine Frau auch nicht in seinem Testament. Obwohl sie bis zu ihrem Tode im Jahr 1755 auf seinem Anwesen lebte, wurde Anastasia Robinson von der Familie ihres Gemahls nie anerkannt.